# Metadampetrus
Metadampetrus is een geslacht van hooiwagens uit de familie Assamiidae.
De wetenschappelijke naam Metadampetrus is voor het eerst geldig gepubliceerd door Roewer in 1915. 

## Soorten
Metadampetrus is monotypisch en omvat slechts de volgende soort:
- Metadampetrus sublaevis